# 야마오카 유리
야마오카 유리(일본어: 山岡 ゆり)은 일본의 여성 성우. 홀리피크 소속. 어뮤즈먼트 미디어 종합학원 출신. 신장은 149cm. 외동.

## 경력
2009년에 어뮤즈먼트 미디어 종합학원을 졸업. 그 후, 홀리 피크 보이즈 액터즈 스쿨에 제 2기생으로 입소해, 졸업 후 홀리 피크에 소속되었다.

## 인물
- 특기 : 피아노, 트럼펫, 수영
- 자격 : 영어검정 5급
- 디즈니 랜드를 좋아함.

## 출연 작품
※두꺼운 글자는 메인 캐릭터.

### TV 애니메이션
2009년
- 괭이갈매기 울 적에 (벨제부브)
- 꿈빛 파티시엘 (쇼콜라, 칸다 사유리)

2010년
- 누라리횬의 손자 (네즈미)
- FAIRY TAIL (촌의 소녀)
- 꿈빛 파티시엘 SP(스페셜) 프로페셔널 (쇼콜라, 칸다 사유리)

2012년
- 걸즈&판처 (우츠기 유키,  사사가와 카논)
- 폭TECH!바쿠간 (타츠마)

2013년
- 경계의 저편 (신도 아이)
- 현시연 2대 째 (콘노)
- 타마코 마켓 (쵸이 모치맛즈이)
- 폭TECH!바쿠간가치 (타츠마)
- 판타지스타 돌 (우노 미코)

- 아카메가 벤다! (소녀)
- SHIROBAKO (야노 에리카, 학생, 나가이 츠카사, 타치아나, 아이돌 여고생)
- 중2병이라도 사랑이 하고 싶어! 戀 (첸토)
- 트라이브 쿨 크루 (오토사키 카논)
- 레고 프렌즈 ~친구 반짝반짝! 이야기~ (에라)

- 아이카츠! (우메다 아리사)
- VENUS PROJECT -CLIMAX- (후루바타 치아)
- 트라이브 쿨 크루 (소년시절의 마스타T)
- 울려라! 유포니엄 (요시카와 유우코)

### 극장판 애니메이션
2017년
- 걸즈 앤 판처 최종장 제1화

2018년
- 리즈와 파랑새 (유코)

2019년
- 극장판 울려라! 유포니엄 ~맹세의 피날레~ (요시카와 유코)
- 걸즈 앤 판처 최종장 제2화
- 걸즈 앤 판처 최종장 4DX

2023년
- 극장판 울려라! 유포니엄: 앙상블 콘테스트 (요시카와 유코)

### 드라마 CD
2015년
- 세가・하트・걸즈 드라마 CD "아이돌 오디션" (메가 드라이브 2)
- 모모이로 멜로딕 (타카세 아이리)